# Sicherheits-Berater
Der Sicherheits-Berater ist der ein Informationsdienst im deutschsprachigen Raum zu Themen der betrieblichen Sicherheit. Er erscheint alle 14 Tage am 1. und 15. eines Monats. Der Sicherheits-Berater ist ein Informationsdienst, bei dem die Nutzenorientierung der Information im Vordergrund steht, d. h. die Vermittlung von Fachwissen mit Praxisbezug, Informationen für die sichere Betriebsführung und Nachrichten aus der Sicherheitsbranche.
Die Leser sind überwiegend Entscheidungsträger mit Sicherheitsverantwortung aus allen Branchen sowie der Öffentlichen Verwaltung in Deutschland, Österreich, Schweiz sowie dem grenznahen Raum. Als klassisches Umlaufblatt mit bis zu acht Mitlesern erreicht der Sicherheits-Berater mit seiner Print- und Online-Ausgabe eine Leserschaft in allen Bereichen der betrieblichen Sicherheit.

## Geschichte
Die erste Ausgabe erschien zur ersten SECURITY-Messe im Oktober 1974. Seither gibt es das Blatt ununterbrochen zweimal monatlich. 1999 kauften Rainer von zur Mühlen und Peter Stürmann den Sicherheits-Berater aus dem Verlagsgruppe Handelsblatt (heute Handelsblatt Media Group) heraus, gründen die TeMedia Verlags GmbH und verlegen seither den Informationsdienst und eine Reihe von Fachbüchern zur Sicherheit im eigenen Haus. Die TeMedia Verlags GmbH sowie der Sicherheits-Berater gehören seit dem zur VON ZUR MÜHLEN-Gruppe, zu der ebenfalls die VON ZUR MÜHLEN’SCHE GmbH sowie die SIMEDIA Akademie GmbH zählen.

## Inhalt/Heftaufteilung/Rubriken
- Sicherheitsmanagement
- IT-Sicherheit
- Rechenzentrum
- Leitstellen
- Objektsicherheit, Site Security
- Sicherheitsdienstleistungen
- Arbeitsschutz
- Brandschutz
- Datenschutz
- Sicherheit durch Technik
- Werkschutz
- Krisenmanagement
- Business Continuity Management